# Élections législatives biélorusses de 2019
Les élections législatives biélorusses de 2019 ont lieu le 17 novembre 2019 afin de renouveler les 110 membres de la Chambre des représentants de Biélorussie.
Les partisans du gouvernement du président Alexandre Loukachenko remportent l’intégralité des sièges, l'opposition ayant été en grande partie empêchée de concourir.

## Contexte

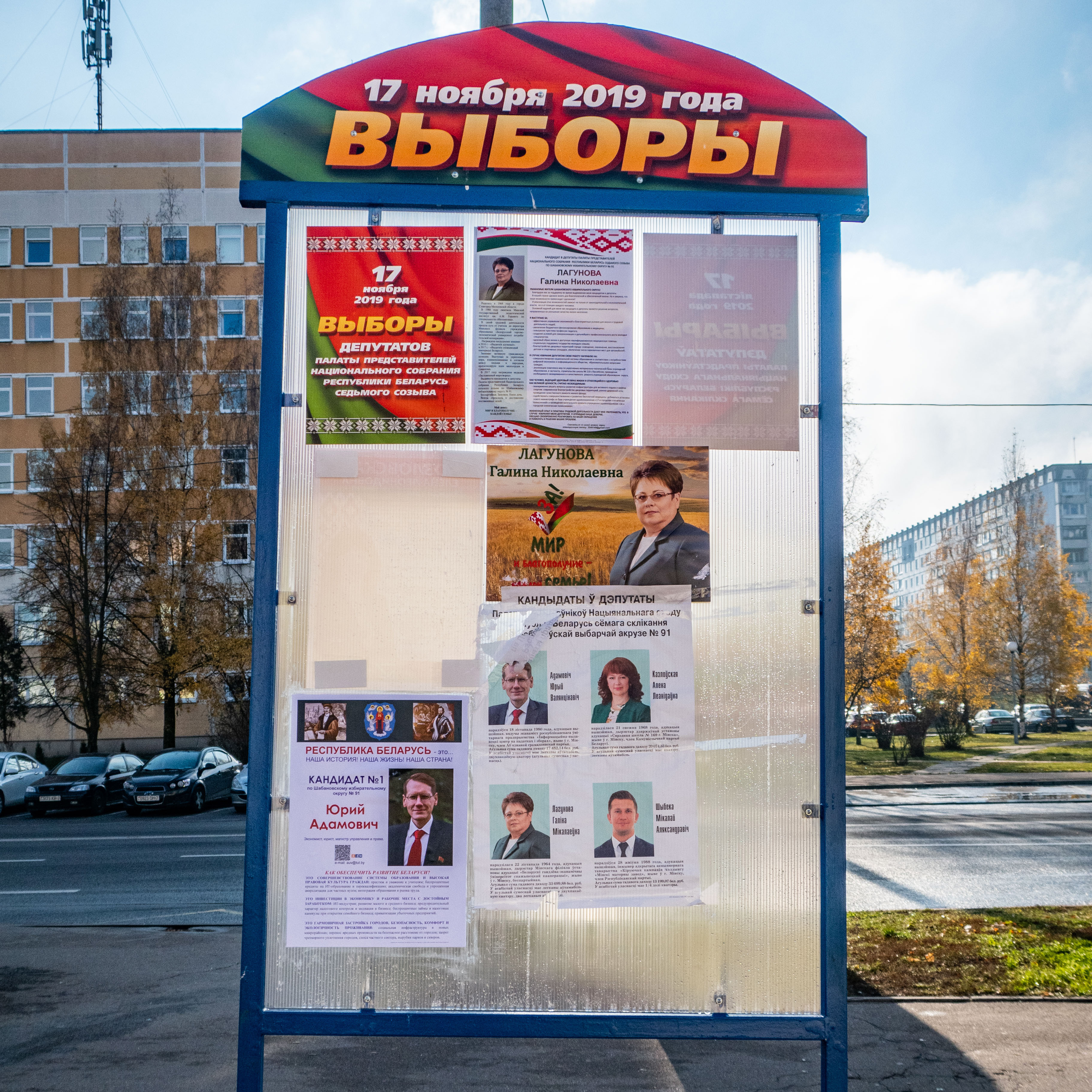
Affichage électoral à Minsk

La Chambre des représentants est dominée par la présence de députés officiellement indépendants, acquis au régime d'Alexandre Loukachenko, président de la république depuis 1994 et accusé de dérives autoritaires. Lors des élections précédentes en 2016, l'opposition parvient pour la première fois depuis vingt ans à obtenir un siège au Parlement, avec l'élection d'un membre du Parti civil uni de Biélorussie.
Initialement prévues pour le 6 septembre 2020 au plus tard, les élections sont avancées au 17 novembre 2019 par le président Loukachenko lors de son discours annuel à la nation le 19 avril.

## Système électoral

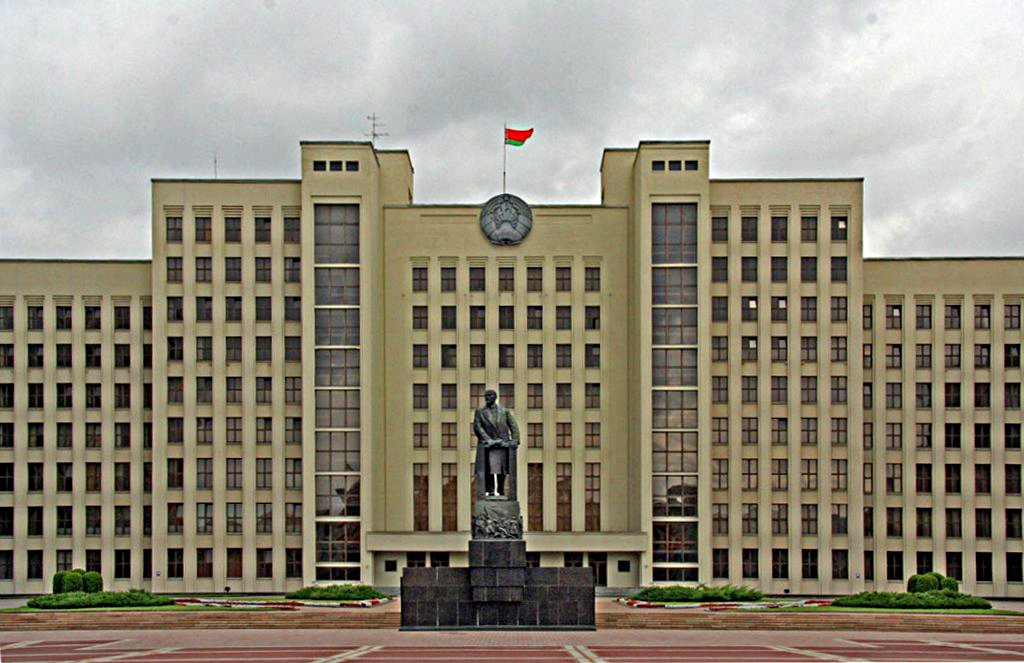
Chambre des représentants à Minsk.

La Chambre des représentants est la chambre basse  du parlement bicaméral de la Biélorussie. Elle est composée de 110 sièges renouvelés tous les quatre ans au scrutin uninominal majoritaire à un tour dans autant de circonscriptions. Un âge minimum de vingt et un ans est requis pour se porter candidat.
La loi électorale prend cependant en compte le vote blanc, les électeurs ayant la possibilité de voter « Aucun d'entre eux », un choix comptabilisé dans les votes valides. En cas de candidature unique dans une circonscription, le candidat doit par conséquent recueillir plus de voix que de votes blancs, à défaut de quoi le scrutin est invalidé dans la circonscription, et repris de zéro. Il en va de même si le taux de participation est inférieur à 50 % des inscrits dans la circonscription.
Les élections peuvent avoir lieu à n’importe quelle date avant celle limite du 6 septembre 2020, à l'expiration du mandat de l'assemblée élue en 2016. En avril 2019, le président Loukachenko les fixe au 17 novembre 2019.

## Résultats
|                        |                                                  |           |       |      |        |               |  |  |  |
| Partis                 | Partis                                           | Voix      | %     | +/–  | Sièges | +/–           |  |  |  |
|                        | Parti communiste de Biélorussie                  | 559 537   | 10,62 | 3,22 | 11     | 3             |  |  |  |
|                        | Parti républicain du travail et de la justice    | 355 971   | 6,75  | 3,88 | 6      | 3             |  |  |  |
|                        | Parti libéral-démocrate                          | 280 686   | 5,36  | 1,12 | 1      | en stagnation |  |  |  |
|                        | Parti social démocrate de l'assemblée            | 84 790    | 1,61  | 0,32 | 0      | en stagnation |  |  |  |
|                        | Front populaire biélorusse                       | 82 403    | 1,56  | 0,16 | 0      | en stagnation |  |  |  |
|                        | Parti patriotique biélorusse                     | 75 283    | 1,43  | 0,73 | 2      | 1             |  |  |  |
|                        | Parti civil uni de Biélorussie                   | 72 192    | 1,37  | 0,79 | 0      | 1             |  |  |  |
|                        | Parti agraire biélorusse                         | 46 785    | 0,89  | N/a  | 1      | 1             |  |  |  |
|                        | Parti de la gauche biélorusse « Un monde juste » | 37 861    | 0,72  | 0,68 | 0      | en stagnation |  |  |  |
|                        | Parti de l'assemblée social démocratique         | 23 164    | 0,44  | Nv   | 0      | en stagnation |  |  |  |
|                        | Les Verts                                        | 10 592    | 0,20  | 0,02 | 0      | en stagnation |  |  |  |
|                        | Parti socialiste des sports                      | 7 905     | 0,15  | Nv   | 0      | en stagnation |  |  |  |
|                        | Parti républicain                                | 7 529     | 0,14  | Nv   | 0      | en stagnation |  |  |  |
|                        | Indépendants                                     | 3 178 037 | 60,31 | 6,70 | 89     | 5             |  |  |  |
|                        | « Aucun d'entre eux »                            | 447 111   | 8,48  | 1,09 |        |               |  |  |  |
|                        |                                                  |           |       |      |        |               |  |  |  |
| Suffrages exprimés     | Suffrages exprimés                               | 5 269 843 | 99,06 |      |        |               |  |  |  |
| Votes blancs et nuls   | Votes blancs et nuls                             | 49 725    | 0,94  |      |        |               |  |  |  |
| Total                  | Total                                            | 5 319 568 | 100   | –    | 110    | en stagnation |  |  |  |
| Abstentions            | Abstentions                                      | 1 561 037 | 22,69 |      |        |               |  |  |  |
| Inscrits/participation | Inscrits/participation                           | 6 880 605 | 77,31 |      |        |               |  |  |  |

## Analyses et conséquences
Le taux de participation atteint 77 %. Contrairement au scrutin précèdent, aucun parti ou candidat d'opposition n'obtient de siège, les principaux opposants ainsi que les deux parlementaires de l'opposition élus en 2016 ayant été empêchés de se représenter. L'opposition dénonce par ailleurs des fraudes massives,.
Le président Loukachenko réitère dans la foulée son intention de se représenter en 2020 pour un sixième mandat.